# Episodi di Malcolm (prima stagione)
La prima stagione di Malcolm è andata in onda sul canale statunitense Fox dal 9 gennaio al 21 maggio 2000. In Italia è stata trasmessa in chiaro da Italia 1 dal 29 marzo al 19 aprile 2004.
| n  | Titolo originale      | Titolo italiano        | Prima TV USA     | Prima TV Italia |
| -- | --------------------- | ---------------------- | ---------------- | --------------- |
| 1  | Pilot                 | Il piccolo genio       | 9 gennaio 2000   | 29 marzo 2004   |
| 2  | Red Dress             | L'unione fa la forza   | 16 gennaio 2000  | 30 marzo 2004   |
| 3  | Home-Alone 4          | Un week-end difficile  | 23 gennaio 2000  | 31 marzo 2004   |
| 4  | Shame                 | Sensi di colpa         | 6 febbraio 2000  | 1º aprile 2004  |
| 5  | Malcolm Babysits      | L'amara sorpresa       | 13 febbraio 2000 | 6 aprile 2004   |
| 6  | Sleepover             | Una serata speciale    | 20 febbraio 2000 | 2 aprile 2004   |
| 7  | Francis Escapes       | Innamorato follemente  | 27 febbraio 2000 | 5 aprile 2004   |
| 8  | Krelboyne Picnic      | Il picnic              | 12 marzo 2000    | 7 aprile 2004   |
| 9  | Lois vs. Evil         | Momenti brutti         | 19 marzo 2000    | 8 aprile 2004   |
| 10 | Stock Car Races       | La gara di corse       | 2 aprile 2000    | 9 aprile 2004   |
| 11 | Funeral               | La zia Helen           | 9 aprile 2000    | 13 aprile 2004  |
| 12 | Cheerleader           | Il primo amore         | 16 aprile 2000   | 14 aprile 2004  |
| 13 | Rollerskates          | Lezioni di pattinaggio | 30 aprile 2000   | 12 aprile 2004  |
| 14 | The Bots and the Bees | Il robot killer        | 7 maggio 2000    | 15 aprile 2004  |
| 15 | Smunday               | La spia                | 14 maggio 2000   | 19 aprile 2004  |
| 16 | Water Park            | Una giornata di relax  | 21 maggio 2000   | 20 aprile 2004  |

## Il piccolo genio
- Titolo originale: Pilot
- Diretto da: Todd Holland
- Scritto da: Linwood Boomer

### Trama
L'episodio introduttivo della serie ci svela il mondo in cui vive Malcolm: suo fratello maggiore Francis, costretto all'accademia militare per aver messo il piercing al naso; Reese, altro suo fratello maggiore, violento e stupido; il fratello minore Dewey, con una forma di autismo; la madre Lois, autoritaria e severa; il padre Hal, inetto e sottomesso alla moglie.
In seguito a dei test, si scopre che Malcolm ha un quoziente intellettivo di 165, e perciò viene spostato nella classe speciale per persone molto intelligenti in cui si trova già Stevie, un genio privo di un polmone e costretto su una sedia a rotelle, il quale diverrà il suo migliore e forse unico amico.
- Altri interpreti: Merrin Dungey (Sig.a Hogan), Vincent Berry (Dave Spath), Martin Spanjers (Richard), Dylan Kasch (Compagno numero 1), Austin Stout (Vittima di Spath's), Landry Allbright (Julie), Nicholas Pappone (Bambino nervoso), Ibrahim Haneef Muhammad (Altro bambino), Brian Cicerone (Bambino a scuola).

## L'unione fa la forza
- Titolo originale: Red Dress
- Diretto da: Arlene Sanford
- Scritto da: Alan J. Higgins

### Trama
Lois è molto arrabbiata con i tre ragazzi perché qualcuno le ha rovinato con una bruciatura il nuovo vestito rosso molto costoso e a cui si era già affezionata. I tre riescono a rimanere uniti senza accusarsi l'un l'altro solo grazie all'aiuto telefonico dato loro da Francis che li convince che è meglio non darla vinta alla donna.
Proprio quel giorno è l'anniversario di matrimonio di Lois e Hal, ma la prima è molto più occupata a cercare di far confessare i tre figli piuttosto che andare al ristorante a cui Hal l'ha invitata. Pensando che ormai non arrivi più, questo decide di tornare a casa proprio mentre Lois esce da essa; quando l'uomo arriva a casa, si scopre che questo, che non ha perso il vizio del fumo, aveva bruciato il vestito involontariamente con una sigaretta.
- Altri interpreti: Joel McCrary, Adam Hendershott (Cadetto numero 2), Robert Cesario, Daniel R. Escobar (Franklin), Drew Powell (Cadetto numero 1), Paul Willson (Ed).

## Un week-end difficile
- Titolo originale: Home-Alone 4
- Diretto da: Todd Holland
- Scritto da: Michael Glouberman, Andrew Orenstein

### Trama
Francis si trova da solo con i ragazzi dopo essere arrivato per una visita proprio quando Hal e Lois stavano per partire per un matrimonio. I ragazzi così si mettono d'accordo nel tentativo di evitare i disastri che combinano di solito, ma senza riuscirci, poiché sospettano che se il week-end andrà bene, Francis potrà tornare a casa. Saranno costretti ad andare al pronto soccorso e i quattro cercano di evitare di farsi scoprire.
Intanto, al matrimonio, Hal e Lois passano dei momenti terribili. Al ritorno, però, vedendo il bel lavoro svolto da Francis, pensano che mandarlo alla scuola militare sia stata la decisione più bella che potessero prendere e lo fanno tornare.
- Altri interpreti: Will Jennings (Eraserhead), Craig Lamar Traylor (Stevie), Todd Giebenhain (Richie), Aloma Wright (Infermiera), Justin Pierce (Justin), Scott Haven (Sposo), Tom Virtue (Prete), Richard Penn (Dottore), Parker Mills (Circus).

## Sensi di colpa
- Titolo originale: Shame
- Diretto da: David Richardson
- Scritto da: Nick Marck

### Trama
Malcolm ha dei problemi con un bullo di nome Kevin, ma alla fine scopre che questo ha solo sette anni.
Nel frattempo, Hal decide di abbattere l'albero del giardino, rendendo i vicini nervosi e i figli eccitati.
- Altri interpreti: Daniel von Bargen (Edwin Spangler), Craig Lamar Traylor (Stevie), Karim Prince (Stanley), Will Jennings (Eraserhead), Robert Grovich (Kevin), Paul Willson (Ed), Adam Hendershott (Cadetto Adam), Annie O'Donnell (Infermiera), Michael Canavan (Prete), Roger Marks (Rabbino), Gregory Bell (New Age Guru), Amy Higgins (Rowena), Alessandro Canale (Krelboyn Boy).

## L'amara sorpresa
- Titolo originale: Malcolm babysits
- Diretto da: Jeff Melman
- Scritto da: Maggie Bandur, Pang-Ni Landrum

### Trama
Mentre i Willerson sono costretti a vivere in un camper poiché la loro casa deve essere disinfestata, Malcolm viene assunto come babysitter da una famiglia molto ricca.
Nel frattempo, Francis e i suoi amici scoprono l'esistenza di un cadavere nell'accademia militare.
- Altri interpreti: Drew Powell (Cadetto Drew), Karim Prince (Stanley), David Anthony Higgins (Craig), Mark Tymchyshyn (Mr. Inkster), Joan McMurtrey (Mrs. Inkster), Eric Stonestreet (Phil), Patrick Howard (Timmy), Ashley Edner (Kelly).

## Una serata speciale
- Titolo originale: Sleepover
- Diretto da: Ken Kwapis
- Scritto da: Dan Kopelman

### Trama
Malcolm passa una notte a casa di Stevie, ma in realtà i due scappano e vagano per la città. La carrozzina di quest'ultimo viene rubata e i ragazzi finiscono nei guai.
- Altri interpreti: Arjay Smith (Finley), Karim Prince (Stanley), Craig Lamar Traylor (Stevie), Gary Anthony Williams (Abe Kenarban), Merrin Dungey (Kitty Kenarban), Sheff Otis (Stevenson), Chad Brannon (Cadetto), Scotch Ellis Loring (Fotografo), Nick Gaza (Guardia di sicurezza), Brad McCarthy (Senzatetto), Ahmad Stoner (Ladro numero 1), Joey Simmrin: (Ladro numero 2)

## Innamorato follemente
- Titolo originale: Francis Escapes
- Diretto da: Todd Holland
- Scritto da: Linwood Boomer

### Trama
Francis scappa con la sua ragazza per andare a vivere con lei definitivamente, ma questa si rivela essere una ladra non interessata a lui; così il giovane si nasconde nel giardino spiegando il tutto solo a Malcolm che cerca in tutti i modi di nascondere agli altri quello che sta accadendo.
- Altri interpreti: Karim Prince (Stanley), Lauren Hodges (BeeBee), Haven Hartman (Ragazza), Jade Carter (Ragazzo).

## Il picnic
- Titolo originale: Krelboyne Picnic
- Diretto da: Todd Holland
- Scritto da: Michael Glouberman, Andrew Orenstein

### Trama
La famiglia va ad un picnic, organizzato dalla scuola, dove avvengono disastri in successione.
- Altri interpreti: Will Jennings (Eraserhead), Kyle Sullivan (Dabney), Evan Matthew Cohen (Lloyd), Beth Grant (Dorene), Katherine Ellis (Jody), Jerry Lambert (Dave), Mark Rickard (Fratello di Eraserhead), Lianne Pattison (Donna numero 1).

## Momenti brutti
- Titolo originale: Lois vs. Evil
- Diretto da: Todd Holland
- Scritto da: Jack Amiel, Michael Begler

### Trama
A Francis viene assegnato un posto come guardia d'onore per un concorso di bellezza femminile frequentato da belle ragazze che però pensano sia gay. Intanto Lois viene licenziata perché Dewey ruba una costosa bottiglia di liquore dal supermercato dove lavora la madre, nonostante il piccolo si vada a scusare il capo del negozio. Craig fa di tutto per far riassumere Lois, ma essa non molla, fin quando è costretta a pagare il conto dell'ospedale, perché Hal ha mangiato della frutta scaduta ormai da anni.
- Guest star: Marc Vann (Mr. Pinter)
- Altri interpreti: Karim Prince (Stanley), Craig Lamar Traylor (Stevie), David Anthony Higgins (Craig), Elise Horn (Tanya), Alexandra Picatto (Bridget), Shea Curry (Dina), David Beach (Dr. Don), Rick Scarry (Predicatore), Harris Doran (Tizio che prega), Landry Allbright (Julie).

## La gara di corse
- Titolo originale: Stock Car Races
- Diretto da: Todd Holland
- Scritto da: David Richardson

### Trama
Hal, invece di portare Reese, Malcolm e Dewey a scuola, decide di andare con loro a vedere una gara di Stock Car, l'ultima in assoluto del grande pilota Rusty Malcolm (Hal è un suo grande ammiratore, tanto che il figlio Malcolm porta il suo nome). Intanto, la disubbidienza di Francis costa cara a tutti i cadetti. Lois, invece, resta a casa a cercare la busta paga per versarla in banca ma, mentre è alla ricerca, trova degli oggetti (compromettenti) nascosti in vari punti della casa dal resto della famiglia, in modo da poterli punire e ricattarli.
- Altri interpreti: Daniel von Bargen (Edwin Spangler), Karim Prince (Stanley), Joel McKinnon Miller (Uff. Karl), Scott Turney (Uomo in tribuna), Ron Robinson (Cadetto numero 1), Drew Powell (Cadetto numero 2), Scott MacDonald (Uomo in tribuna)

## La zia Helen
- Titolo originale: Funeral
- Diretto da: Arlene Sanford
- Scritto da: Maggie Bandur, Pang-Ni Landrum

### Trama
La famiglia deve andare al funerale di zia Helen, ma Malcolm preferirebbe starsene a casa per passare un po' di tempo con Julie.
- Altri interpreti: Will Jennings (Eraserhead), Alexander Gould (Egg), Paulo Andres (Uomo al funerale), Landry Allbright (Julie Hooverman).

## Il primo amore
- Titolo originale: Cheerleader
- Diretto da: Todd Holland
- Scritto da: Dan Kopelman

### Trama
Reese va fuori di testa per una ragazza che fa la cheerleader, mentre Dewey cerca di convincere i genitori a comprargli un giocattolo.
- Altri interpreti: Daniel von Bargen (Edwin Spangler), Will Jennings (Eraserhead), Craig Lamar Traylor (Stevie), Lisa Lewolt (Wendy), Nick Toth (Giornalista).

## Lezioni di pattinaggio
- Titolo originale: Rollerskates
- Diretto da: Ken Kwapis
- Scritto da: Alan J. Higgins

### Trama
Malcolm si fa insegnare da Hal a pattinare, dopo aver chiesto a Francis e Reese di spiegare loro come funzioni l'insegnamento, ma senza ottenere alcuna informazione utile.
- Altri interpreti: Drew Powell (Cadetto Drew), Karim Prince (Stanley), Craig Lamar Traylor (Stevie), Jose Espinoza (Cadetto Jose).

## Il robot killer
- Titolo originale: The Bots and the Bees
- Diretto da: Chris Koch
- Scritto da: Alan J. Higgins, David Richardson

### Trama
Malcolm e i suoi amici vogliono costruire un robot killer per una gara tra robot, dicono ad Hal che si tratta di un progetto scolastico e lui decide di aiutarli, ma le cose sfuggiranno presto di mano. Lois va a trovare Francis all'Accademia Militare perché è stato operato di appendicite.
- Altri interpreti: Daniel von Bargen (Edwin Spangler), Will Jennings (Eraserhead) Kyle Sullivan (Dabney), Evan Matthew Cohen (Lloyd), Arjay Smith (Cadetto Ken Finley), Drew Powell (Cadetto Drew), David Anthony Higgins (Craig Feldspar), Marco Gould (Cadetto), Craig Lamar Traylor (Stevie).

## La spia
- Titolo originale: Smunday
- Diretto da: Jeff Melman
- Scritto da: Michael Glouberman, Andrew Orenstein

### Trama
È lunedì, ma Lois, dopo essere stata a letto malata per tutto il fine settimana, è convinta che sia domenica, così i ragazzi stanno a casa da scuola, e scoprono dai vaneggiamenti della madre che Francis aveva fatto la spia su un fatto accaduto tempo prima e lo ricattano minacciandolo di consegnare alla madre una lettera che l'avrebbe messo nei guai e che avevano intercettato lo stesso giorno.
- Altri interpreti: Todd Giebenhain (Richie), Peter MacKenzie (Terry), Justin Pierce (Justin), David Weisenberg (Finanziere), Stan Sellers (Trade-in-Guy), Parker Mills (Circus).

## Una giornata di relax
- Titolo originale: Water Park
- Diretto da: Jeff Melman
- Scritto da: Michael Glouberman, Andrew Orenstein

### Trama
La famiglia va ad un parco acquatico; Malcom e Reese si trovano a litigare per tutto, alternano consecutivamente una vendetta e l'altra. I genitori, che cercavano di godersi l'escursione, si trovano con la giornata rovinata. Intanto Dewey, per colpa di un mal di orecchie, viene lasciato da solo con un'anziana babysitter, che inizialmente sembra poco permissiva; in seguito, però, i due scoprono di aver molte cose in comune, ma il piccolo riesce a mandare la donna all'ospedale.
- Altri interpreti: Daniel von Bargen (Edwin Spangler), Eric Nenninger (Cadetto Eric), Kasan Butcher (Joe), Beatrice Arthur (Mrs. White), John Michael Miller (Lifeguard), Amanda Fuller (April), Marsha Clark (Babysitter), Laura Roth (Ragazza), Jared McVay (Elderly Man), Adam Vernier (Large Man), Malachi Pearson (Cadetto numero 1), They Might Be Giants (se stessi, in un video musicale), Kevin Christy (Attendant).